# Алоїс Бруннер
Алоїс Бруннер (нім. Alois Brunner; 8 квітня 1912, Надкут, Австро-Угорщина — 2001, Дамаск, Сирія) — австрійський нацист, гауптштурмфюрер СС, один з головних соратників Адольфа Айхмана при здійсненні так званого «Остаточного розв'язання єврейського питання». Як керівник спеціальних загонів СС з 1939 по 1945 рік відповідав за депортацію понад 100 000 євреїв з Відня, Берліна, Греції, Франції та Словаччини в табори смерті Третього Рейху.

## Біографія
Народився в селянській родині. Відвідував народну школу, навчався на підприємця в Фюрстенфельді. У травні 1931 року вступив у НСДАП, а через півроку і в СА. Вступ в СА коштував Бруннеру, за його власними словами, робочого місця. У травні-вересні 1933 року був орендарем кафе-ресторану «Відень» в Гартбергу. У вересні 1933 року переїхав з Австрії до Німеччини, де записався в Австрійський легіон, в якому служив до червня 1938 року, в тому ж році перейшов з СА в СС.
У листопада 1938 року Бруннер почав працювати в Центральному управлінні з виселення євреїв у Відні. На цій посаді він в 1941–42 роках організовував депортацію віденських євреїв в гетто і табори смерті на Сході. У жовтні 1942 — січні 1943 року відправив до таборів смерті 56 000 берлінських євреїв.
У лютому 1943 року переведений в Салоніки, де організував депортацію 50 000 грецьких євреїв.
У липні 1943 року як керівник зондеркоманди гестапо був залучений в транзитному та збірному таборі Дрансі під Парижем, звідки відправив 22 транспорту з євреями в Аушвіц. Всього до серпня 1944 року зусиллями Бруннера з Франції було депортовано 23 500 євреїв. У вересні 1944 — лютому 1945 року займався ліквідацією єврейського підпілля в Словаччині, звідки відправив у Аушвіц 12 000 осіб.
Після Другої світової війни Бруннер втік з Лінца в Мюнхен, де деякий час працював під чужим ім'ям водієм вантажівки американської армії. З 1947 року працював на шахті «Карл Функе» в Ессені. Боячись викриття, в 1954 році втік до Сирії, де жив під ім'ям доктора Георга Фішера і співпрацював з сирійськими спецслужбами. Його неофіційно називали «батьком сирійських спецслужб». За твердженням турецької влади, Бруннер також займався підготовкою збройних загонів Робочої партії Курдистану. У 1961 році служба французької контррозвідки офіційно включила його в список нацистських злочинців, перебування яких в Сирії було встановлено абсолютно точно. Ізраїльські спецслужби неодноразово робили замахи на його життя: Бруннер двічі отримував поштою заміновані пакети. У 1961 році під час вибуху одного з них Бруннер позбувся ока, а в 1980 році — чотирьох пальців на лівій руці.
У 1985 році Алоїс Бруннер в інтерв'ю одному із західнонімецьких тижневиків заявив про свою готовність постати перед міжнародним трибуналом. «Але я ніколи не погоджуся постати перед ізраїльським судом. Я не хочу стати другим Айхманом.»
Французькі військові суди заочно засудили його в 1954 році до смерті. У 2001 році він був знову заочно засуджений, цього разу до довічного ув'язнення.
Сирійський уряд завжди відмовлялося визнати факт проживання Бруннера в Сирії. За деякими даними, аж до жовтня 1991 року жив в сирійській столиці, і лише потім його перевезли в Латакію.
У грудні 1999 року рознеслася чутка, що Бруннер помер ще в 1996 році в Латакії. Ця інформація була спростована німецькими журналістами, які стверджували, що бачили Бруннера живим в Меридіан-готелі в Дамаску. За інформацією Центру Симона Візенталя, помер у 2010 році.